# Nesipelma insulare
Nesipelma insulare là một loài nhện trong họ Theraphosidae.
Loài này thuộc chi Nesipelma. Nesipelma insulare được miêu tả năm 1996 bởi Joachim Schmidt & Kovarik.